# REM1
REM1 (англ. RRAD and GEM like GTPase 1) – білок, який кодується однойменним геном, розташованим у людей на довгому плечі 20-ї хромосоми. Довжина поліпептидного ланцюга білка становить 298 амінокислот, а молекулярна маса — 32 947.
| 10         |  | 20         |  | 30         |  | 40         |  | 50         |
| ---------- |  | ---------- |  | ---------- |  | ---------- |  | ---------- |
| MTLNTEQEAK |  | TPLHRRASTP |  | LPLSPRGHQP |  | GRLSTVPSTQ |  | SQHPRLGQSA |
| SLNPPTQKPS |  | PAPDDWSSES |  | SDSEGSWEAL |  | YRVVLLGDPG |  | VGKTSLASLF |
| AGKQERDLHE |  | QLGEDVYERT |  | LTVDGEDTTL |  | VVVDTWEAEK |  | LDKSWSQESC |
| LQGGSAYVIV |  | YSIADRGSFE |  | SASELRIQLR |  | RTHQADHVPI |  | ILVGNKADLA |
| RCREVSVEEG |  | RACAVVFDCK |  | FIETSATLQH |  | NVAELFEGVV |  | RQLRLRRRDS |
| AAKEPPAPRR |  | PASLAQRARR |  | FLARLTARSA |  | RRRALKARSK |  | SCHNLAVL   |

A: Аланін

C: Цистеїн

D: Аспарагінова кислота

E: Глутамінова кислота

F: Фенілаланін

G: Гліцин

H: Гістидин

I: Ізолейцин

K: Лізин

L: Лейцин

M: Метіонін

N: Аспарагін

P: Пролін

Q: Глутамін

R: Аргінін

S: Серин

T: Треонін

V: Валін

W: Триптофан

Кодований геном білок за функцією належить до фосфопротеїнів. 
Білок має сайт для зв'язування з нуклеотидами, молекулою кальмодуліну, ГТФ. 